# Herbert Schroer
Herbert Schroer (* 1. November 1928 in Kindsbach; † 13. Januar 2015) war ein deutscher Fußballspieler, der als Offensivspieler von 1949 bis 1960 in der damals erstklassigen Fußball-Oberliga Südwest mit insgesamt 262 Ligaspielen und 97 Toren für die Vereine VfR Kaiserslautern, Wormatia Worms, 1. FC Kaiserslautern und FK Pirmasens geführt wird. Von 1956 bis 1960 gehörte der Angreifer in fünf Runden in Folge jeweils dem Meisterteam der Oberliga Südwest an; die ersten zwei Meisterschaften gewann er 1956 und 1957 mit dem FCK, daran schlossen sich von 1958 bis 1960 drei Titelgewinne mit Pirmasens an. In 26 Endrundenspielen um die deutsche Fußballmeisterschaft erzielte der vielseitig einsetzbare Stürmer acht Tore.

## Laufbahn

### Oberligafußball, 1949 bis 1960
Herbert Schroer erlernte das Fußballspiel bei seinem Heimatverein FV Kindsbach. Nach der Runde 1948/49 wurde beim Sportfest das Spiel zwischen den Fußballvereinen aus Kindsbach und Vogelbach als sein Abschiedsspiel ausgetragen. Schroer schloss sich zur Runde 1949/50 dem VfR Kaiserslautern, dem Aufsteiger in die Oberliga Südwest, an. Bei Vogelbach ragte beim Schroer-Abschiedsspiel der junge Angreifer Horst Eckel mit sechs Treffern beim 8:4-Erfolg von Vogelbach heraus. Insgesamt absolvierte der Offensivspieler aus Kindsbach in vier Runden für die Elf vom Waldstadion am Erbsenberg von 1949 bis 1953 in der Oberliga 94 Ligaspiele und erzielte 30 Tore. Ab 1951 stürmte an seiner Seite bei den „Blauen“ Ex-Nationalspieler und Torjäger Ernst Willimowski. Am 23. März 1952 waren beide Angreifer auch beim herausragenden 4:2-Heimerfolg gegen den Lokalrivalen 1. FC Kaiserslautern um die Walter-Brüder gemeinsam im Einsatz.
Zur Saison 1953/54 schloss sich Schroer Wormatia Worms an. In der Saison 1954/55 errang er mit der Wormatia die Vizemeisterschaft in der Südwestoberliga. Den Einzug in die Endrunde wurde gegen den punktgleichen 1. FC Saarbrücken aber nur mit dem besseren Torverhältnis bewirkt. Erst nach drei Qualifikationsspielen gegen Bremerhaven 93 und den SSV Reutlingen erreichten die Spieler aus der Nibelungenstadt die Aufnahme in die Vorrundengruppe II gegen Offenbach, Rot-Weiss Essen und Bremerhaven. Schroer absolvierte an der Seite von Mitspielern wie Horst Löb, Hans Mechnig, Helmut Müller und Richard Sehrt acht Spiele und erzielte zwei Tore. Herausragend waren die zwei Spiele gegen den späteren neuen Deutschen Meister aus Essen. An der Essener Hafenstraße erreichte die Wormatia ein 1:1-Unentschieden und vor 30.000 Zuschauern in Worms an der Alzeyer Straße setzten sich die Mannen um Helmut Rahn mit 3:1 Toren durch. Nach zwei Runden mit 55 weiteren Oberligaeinsätzen mit 18 Toren zog es ihn wieder nach Kaiserslautern zurück, jetzt aber zum FCK.
In seiner ersten Runde bei den „Roten Teufeln“ vom Betzenberg, 1955/56, errang die Elf um Fritz Walter überlegen mit zehn Punkten Vorsprung die Südwestmeisterschaft. Schroer erzielte in 26 Ligaeinsätzen 14 der 108 Tore des FCK, welcher noch mit allen „Weltmeistern“ aus dem Jahre 1954 angetreten war. Willi Wenzel führte die interne Torschützenliste mit 23 Treffern vor den torgleichen Walter-Brüdern mit jeweils 16 Treffern an. Am 31. Dezember 1955 gehörte er beim „legendären“ Spiel um den Südwestpokal gegen den FC Saarbrücken beim 7:7 (6:6, 2:4) nach Verlängerung zu den FCK-Torschützen. In die Endrunde um die deutsche Fußballmeisterschaft startete der FCK mit einer 1:3-Auswärtsniederlage beim FC Schalke 04. Schroer hatte in der 66. Minute den Anschlusstreffer zum zwischenzeitlichen 1:2 erzielt. Nach dem anschließenden 5:2-Erfolg im Niedersachsenstadion gegen Hannover 96 schien der FCK Fahrt aufgenommen zu haben, aber die 0:1-Heimniederlage vor 83.000 Zuschauern in Ludwigshafen gegen den Südmeister Karlsruher SC warf die Walter-Elf entscheidend zurück. Zum 4:4-Remis beim Rückspiel gegen Schalke steuerte Linksaußen Schroer einen Treffer bei. Beim 1:0-Auswärtserfolg beim Karlsruher SC stürmte er auf Rechtsaußen, wie auch beim abschließenden 5:3-Heimerfolg – wiederum in Ludwigshafen – gegen Hannover. Punktgleich mit jeweils 7:5 Punkten, mussten Schroer und Kollegen dem KSC und Schalke den Vortritt lassen.
In seiner zweiten Saison beim FCK, 1956/57, erlebte er den Gewinn des zweiten Meistertitels. Die Südwestrunde beendete Kaiserslautern am 28. April 1957 mit einem 12:6-Heimerfolg gegen TuS Neuendorf. Als Rechtsaußen erzielte er zwei Treffer. Nach der Meisterschaftsrunde kommt der FCK einer Einladung in die USA mit Spielen in New York, St. Louis, Detroit, Chicago und Philadelphia nach. Beim 4:1-Erfolg über die New York Hungarians verletzten sich nacheinander Scheffler, Eckel, Liebrich und Schroer. Die Endrunde eröffneten die Lauterer am 2. Juni in Wuppertal mit einem 14:1-Kantersieg vor 42.000 Zuschauern im Stadion am Zoo gegen Hertha BSC. Er spielte wiederum auf Rechtsaußen und beteiligte sich am „Schützenfest“ mit zwei Toren. Das entscheidende Gruppenspiel gegen den amtierenden Deutschen Meister Borussia Dortmund verlor der FCK am 9. Juni in Hannover vor 75.000 Zuschauern mit 2:3 Toren. Im Angriff waren die Schützlinge von Trainer Richard Schneider mit Schroer, Fritz Walter, Ottmar Walter, Willi Wenzel und Friedel Späth dabei angetreten. Wiederum nach zwei Jahren zog es Schroer zu seiner vierten Oberligastation im Südwesten. Zur Runde 1957/58 schnürte er die Kickstiefel für den FK Pirmasens.
Beim FKP hatte der Meistermacher aus Dortmund, Helmut Schneider, das Traineramt übernommen und vom Borsigplatz Helmut Kapitulski in die Schuhstadt mitgebracht. Nach der Hinrunde führte Pirmasens überlegen mit 27:3 Punkten die Oberliga Südwest an. An der Seite des überragenden Angreifers Kapitulski (24 Tore), den Sturmkollegen Hans Breitzke, Karl Brunn, Heini Seebach und Emil Weber, feierte Herbert Schroer mit 22 Ligaeinsätzen und sechs Toren am Rundenende die Meisterschaft. In der verkürzten Endrunde um die deutsche Meisterschaft wegen der Weltmeisterschaft in Schweden, lief Schroer in den drei Spielen gegen den 1. FC Nürnberg (2:2), 1. FC Köln (1:1) und den Hamburger SV (1:2) jeweils auf Rechtsaußen auf. In seiner zweiten Saison im Stadion an der Zweibrücker Straße, 1958/59, verbesserte er seine Bilanz bei der gelungenen Titelverteidigung auf 22 Ligaeinsätze mit zwölf Toren. Insgesamt erzielte der Angriff mit Schroer, Brunn, Seebach, dem Neuzugang Richard Sehrt, Kapitulski und Breitzke im Südwesten 95 Tore. In die Endrunde 1959 startete der FKP am 16. Mai in Ludwigshafen vor 60.000 Zuschauern mit einem sensationellen 4:0-Erfolg gegen den Westmeister 1. FC Köln. Kapitulski (2), Seebach und Schroer zeichneten sich dabei gegen die Kölner Defensive um Fritz Ewert, Herbert Dörner, Karl-Heinz Schnellinger und Hans Sturm als Torschützen aus. Beim späteren Deutschen Meister Eintracht Frankfurt verlor der Südwestvertreter am 23. Mai vor 81.000 Zuschauern im Waldstadion mit 2:3 Toren. In seiner dritten Saison, 1959/60, erzielte der 31-jährige Angreifer in 24 Ligaeinsätzen 14 Tore beim Titelhattrick. In der Endrunde überzeugte der Südwestmeister aber mit 1:11 Punkten nicht. Bei der 1:3-Auswärtsniederlage gegen Werder Bremen erzielte Schroer den Pirmasenser Ehrentreffer. Nach 68 Oberligaeinsätzen für Pirmasens mit 32 Toren beendete er im Sommer 1960 seine höherklassige Spielerlaufbahn und kehrte zu seinem Heimatverein FV Kindsbach in das Amateurlager zurück.
Herbert Schroer war über lange Jahre eine feste Größe im südwestdeutschen Fußball. Er war ein Allroundstürmer mit konstanter Treffsicherheit.

### Auswahlberufungen, 1955 bis 1960
Schroer machte in der Oberliga Südwest und den Endrunden mit seinem Können im Angriff auf sich aufmerksam. Er hatte mehrere Berufungen in die Südwestauswahl zu Repräsentativspielen beziehungsweise einen Einsatz in einem Testspiel des FCK gegen eine DFB-Auswahl. Am 15. August 1956 stürmte er beim FCK auf Rechtsaußen neben Fritz Walter bei einem Testspiel gegen eine DFB-Auswahl, die in Ludwigshafen mit 1:2 Toren gegen Kaiserslautern verlor. Am 30. Dezember 1956 erzielte er einen Treffer zum 3:1-Erfolg des Südwestens gegen die Auswahl von Westdeutschland. Bei der 2:5-Niederlage am 18. November 1959 in Saarbrücken gegen die Südauswahl erzielte er beide Treffer für die Südwestauswahl. Noch im März 1960 vertrat er die Farben des Südwestens beim 0:0-Remis gegen Norddeutschland.
Zu einem Einsatz in der A-Nationalmannschaft reichte es aber unter Bundestrainer Sepp Herberger nicht.